# 武智鉄二

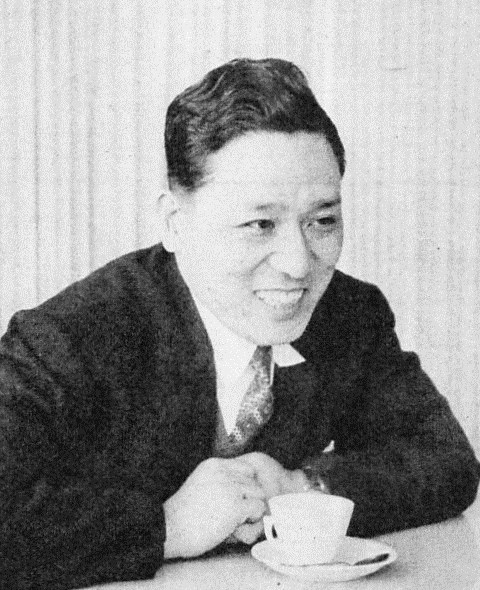
武智鉄二

武智 鉄二（たけち てつじ、旧字体：鐡二、大正元年（1912年）12月10日 - 昭和63年（1988年）7月26日）は、大阪市出身の日本の演劇評論家、演出家、映画監督。役者の型や口伝に影響されない狂言作者の意図に忠実な武智歌舞伎を世に問うたことで知られる。歌舞伎のみならず、能や文楽、オペラ、舞踏、映画の演出も手がけ、わいせつ図画公然陳列罪で起訴された「黒い雪裁判」の被告人の一人としても知られる。本名ははじめ武智 鐡二、のち西村 鐡二（にしむら てつじ）、のち川口 鐡二（かわぐち てつじ）。
日本演劇学会、伝統芸術の会、日本文芸家協会、日本オペラ協会、日本演劇協会、各会員。

## 来歴
1912年、大阪市梅田に生まれる。父は工学エンジニアの正次郎、母は徳島の名妓だった尾寅。正次郎は京都大学土木科卒、基礎工事の発明で海外でも特許を得ていた。この武智家の財力が鉄二の活動の基盤となる。
1932年、甲南高等学校 (旧制)を経て京都帝国大学経済学部入学、1936年に卒業。1939年、個人雑誌『劇評』を創刊。のちに『観照』（1946 - 1952）と『演劇評論』（1953 - 1956）も刊行している。1941年、「創造劇場」として『絵本太功記』「十段目」を上演。「創造劇場」は若手歌舞伎俳優の研究団体で、武智は鴻池幸武と共同で演出にあたった。1944年、吉田幸次郎、片山博通を同人として5月1日に「断絃会」を発足。私財を投じて伝統芸術の保護に努める。
1949年、「関西実験劇場」として『一谷嫩軍記』「熊谷陣屋」と『新版歌祭文』「野崎村」を大阪文楽座で上演、1952年12月まで断続的に続く。武智の演出は「武智歌舞伎」と呼ばれ好評を博す。四代目坂東鶴之助と二代目中村扇雀の二人がスターになる。1950年、谷崎潤一郎作『恐怖時代』を血みどろ演出で上演、谷崎を感心させる。
1952年、雑誌「歌舞伎評論」を刊行開始。1954年、「歌舞伎評論」を同人組織の「演劇評論」に発展させて盛んに批評を行うが、これがきっかけで松竹と対立するようになった。『夕鶴』『東は東』上演。『お蝶夫人』の演出により第6回毎日音楽賞を受賞。1955年、『月に憑かれたピエロ』上演。大阪市民文化賞受賞。
1957年、西村みゆきと結婚、西村姓となる。それまで正妻と愛人の二人に苦しんでいたのを清算するものだった。1958年、西村と別れ、日本舞踊家の川口秀子と結婚、川口姓となる。
1963年、映画監督作品『日本の夜 女・女・女物語』公開。1964年、谷崎潤一郎原作の映画監督作品『白日夢』公開。全編にわたり裸体を前面に押し出した例を見ない作品であったため、警視庁は映倫にカットを要請。猥褻映画として話題になる。1965年、映画監督作品『黒い雪』公開。6月4日に警視庁はわいせつ図画公然陳列罪で武智を含めた関係者を書類送検、本人は起訴を望み裁判となる。1969年二審の東京高裁で無罪確定（詳細は「黒い雪裁判」を参照）1968年、映画製作の武智プロダクションを設立。映画監督作品『戦後残酷物語』公開。1974年、参院選に自民党公認で出馬するが落選。選挙が目的ではなく、選挙資金で選挙と関係のない「選挙パンフレット」を作成しており、自民党からクレームが出るも無視した。
1978-81年、『定本 武智歌舞伎』（三一書房）を刊行。1981年、1964年の映画監督作品『白日夢』を再度製作、公開。愛染恭子と佐藤慶のセックス・シーンが「ホンバン」として話題になる。1983年、映画監督作品『華魁』公開。また同年、監督作品『高野聖』製作（泉鏡花原作、日本劇場未公開）。
1988年、膵臓癌により死去。75歳没。1989年、日本オペラ協会 清水脩『修善寺物語』が「武智鉄二を偲ぶ」と題して上演される。

## 著書
- 『かりの翅 武智鉄二劇評集』千歳書房 1941 学芸書林、1969
- 『蜀犬抄 武智鉄二劇評集』和敬書店 1950
- 『歌舞伎の黎明 武智鉄二劇評集』青泉社 1955
- 『武智歌舞伎』文芸春秋新社 1955
- 『私の演劇論争』筑摩書房 1958
- 『競馬 演出か,八百長か,作戦か』光文社カッパブックス 1959
- 『競馬八百長作戦』20世紀社 20世紀新書 1966
- 『裁かれるエロス』徳間書店 1967
- 『伝統演劇の発想』芳賀書店 1967
- 『私の芸術・人生・女性』ノーベル書房 1968
- 『伝統と断絶』風濤社 1969 風塵社、1989
- 『愛の輪舞 芥川竜之介「歯車」に據る 武智鉄二劇画大冊』小林三郎撮影 現代新社 1970
- 『競馬法入門』文葉社 1970
- 『犯罪馬カブトシロー』東京スポーツ新聞社 1971
- 『三島由紀夫・死とその歌舞伎観』濤書房 1971
- 『妖談霞ケ関ビル十三階』都市出版社 1971
- 『私はこうして馬券を買う』東京スポーツ新聞社 1971
- 『好色競馬残侠伝』立風書房 1972
- 『三島由紀夫の首』都市出版社 1972
- 『古代出雲帝国の謎 邪馬台国論争に結着をつける"土の笛"』祥伝社ノン・ブック 1975
- 『邪馬台の詩 1000年前の詩がえがく日本の明日』白金書房 ノア・ブックス,8 1975
- 『白い花が裸身に散る 新赤城録・国定忠治伝』桃園書房 1976
- 『無頼の歌 日本やくざ列伝』立風書房 1976
- 『穴と大穴』グリーンアロー・ブックス 1977
- 『定本武智歌舞伎 武智鉄二全集』全8巻 三一書房、1978-81

第1巻（歌舞伎 1）1978
第2巻（歌舞伎 2）1979
第3巻（文楽舞踊）
第4巻（能と前衛）
第5巻（伝統論攷）1980
第6巻（演劇研究) 1981
- 『性の「花伝書」 秘すれば花-性愛の奥儀を求めて』祥伝社ノン・ブック 1985
- 『舞踊の芸』東京書籍 日本の芸シリーズ 1985
- 『歌舞伎はどんな演劇か』筑摩叢書 1986

### 共著
- 『芸十夜 対談』坂東三津五郎共著 駸々堂出版 1972 雄山閣
- 『映画白日夢写真集』岩田彰写真 かんき出版 1981
- 『華魁 武智鉄二・ハードコアの世界 原栄三郎スチール写真集』松文館 1983
- 『伝統芸術とは何なのか 批評と創造のための対話』富岡多恵子共著 学芸書林 1988

### 現代語訳
- 近松門左衛門「平家女護島」『日本文学全集 第10（近松名作集）』河出書房新社 1961

## 映画

### 出演
- 『母』  近代映画協会 1963.11.08
- 『讃歌』  近代映画協会＝ＡＴＧ  ... 鵙屋安左衛門 .1972.12.29

### 監督・脚本
- 『日本の夜 女・女・女物語』  佐野芸術プロ  監督のみ 1963.05.15
- 『白日夢』  第三プロ 監督・脚本・企画 1964.06.21
- 『紅閨夢』  第三プロ 監督・脚本・企画 1964.08.12
- 『黒い雪』  第三プロ 監督・脚本 1965.06.09
- 『源氏物語』 源氏映画 監督・脚本・製作 1966.01.14
- 『幻日』 監督・脚本 1966
- 『戦後残酷物語』  武智プロ 監督・脚本  1968.02.10
- 『浮世絵残酷物語』  武智プロ 監督・脚本 1968.09.07
- 『スキャンダル夫人』  第三プロ 監督・脚本 1973.02.28
- 『白日夢』  武智プロ 監督・脚本 1981.09.12
- 『華魁』  武智プロ＝小川プロ 監督・脚本 1983.02.19
- 『白日夢2』  グローバル 監督・脚本 1987.02.07

## オペラ
昭和音楽大学オペラ情報センターの記録による。

### 演出
- 1954年 関西歌劇団 関西オペラ第8回公演 プッチーニ『お蝶夫人』大阪歌舞伎座（坂東蓑助と共同）
- 1954年 大阪労音5周年記念例会 プッチーニ『お蝶夫人』毎日会館、宝塚大劇場（坂東蓑助と共同）
- 1955年 二期會・都民劇場㐧75回定期公演 音楽サークル㐧22回定期鑑賞会 清水脩『修善寺物語』共立講堂、日比谷公会堂（柴田睦陸と共同）
- 1954年 関西歌劇団公演 清水脩『修善寺物語』大阪朝日会館
- 1955年 関西歌劇團第9回公演 團伊玖磨『夕鶴』レオンカヴァッロ『パリアッチ（道化師）』大阪産経会館、近鉄会館、大阪朝日会館
- 1955年 関西歌劇團創作歌劇第1回公演 大栗裕『赤い陣羽織』芝祐久『白狐の渇き』大阪三越劇場[14]
- 1955年 関西歌劇団第10回公演 モーツアルト『魔笛』宝塚大劇場
- 1956年 関西歌劇団公演 創作歌劇第2回公演 石桁眞禮生『卒塔婆小町』芝祐久『マンドリンを弾く男』大阪産経会館
- 1956年 関西歌劇団東京公演 芝祐久『白狐の渇き』大栗裕『赤い陣羽織』産経ホール
- 1957年 関西歌劇団第3回創作オペラ公演 大栗裕『夫婦善哉』大阪産経会館、弥栄会館、神戸新聞会館大劇場、宝塚大劇場
- 1957年 武智鉄二後援会第2回公演/神戸労音7月例会/大阪労音CM7月例会/野外オペラ 関西歌劇団 ヴェルディ『アイーダ』甲子園球場、大阪スタヂアム
- 1957年 関西歌劇団創作歌劇第四回公演 田中正史『羽』三越劇場
- 1958年 長門美保歌劇団公演 西崎嘉太郎『髭櫓』九段会館ホール
- 1959年 第2回野外オペラ ワーグナー『ローエングリン』国立競技場
- 1959年 二期会 ヴェルディ『アイーダ』国立競技場
- 1964年 関西歌劇団第18回定期公演 大栗裕『赤い陣羽織』サンケイホール
- 1970年 日本オペラ研究会公演 創作オペラシリーズNo.5 大栗裕『赤い陣羽織』都市センターホール
- 1971年 創作オペラ協会第6回公演 佐藤真『芥子の天人』都市センターホール
- 1971年 日本オペラ協会公演 創作オペラシリーズNo.6 石桁眞禮生『卒塔婆小町』芝祐久『無明と愛染』都市センターホール
- 1972年 日本オペラ協会公演 創作オペラシリーズNo.7 小山清茂『さんしょう太夫』日本都市センターホール
- 1972年 関西歌劇団第32回定期公演 石桁眞禮生『卒塔婆小町』大栗裕『赤い陣羽織』大阪厚生年金会館大ホール
- 1973年 日本オペラ協会公演 創作オペラシリーズNo.8 石桁眞禮生『Poetique 喪服』日本都市センターホール
- 1973年 日本オペラ協会 新人によるオペラ公演 近藤圭『賤のおだまき』朝日生命ホール
- 1974年 日本オペラ協会公演 創作オペラシリーズNo.10 牧野由多可『黒塚』文京公会堂
- 1975年 日本オペラ協会公演 創作オペラシリーズNo.12 入野義朗『綾の鼓』東京郵便貯金ホール
- 1976年 日本オペラ協会公演 創作オペラシリーズNo.14 牧野由多可『あやめ』清水脩『俊寛』東京郵便貯金ホール
- 1977年 藤原歌劇研究所・特別公演 大栗裕『赤い陣羽織』ブリテン『カーリュー・リヴァー〈隅田川〉』東京郵便貯金ホール
- 1977年 日本オペラ協会公演シリーズNo.18（創作オペラシリーズNo.16）清水脩『修善寺物語』中央会館
- 1979年 室内オペラシリーズ第4回 関西歌劇団創立30周年記念・第46回定期公演 大栗裕『赤い陣羽織』大阪府立労働センター大ホール
- 1979年 日本オペラ協会公演 清水脩『修善寺物語』東京文化会館大ホール
- 1980年 日本オペラ協会公演シリーズNo.24（創作オペラシリーズNo.20）三木稔『春琴抄』東京郵便貯金会館
- 1980年 日本オペラ協会公演 創作オペラシリーズNo.21 芝祐久『無明と愛染』中央区立中央会館
- 1981年 日本オペラ協会公演 三木稔『春琴抄』東京文化会館大ホール
- 1981年 日本オペラ協会公演シリーズNo.28 別宮貞雄『葵上』新宿文化センター
- 1981年 日本オペラ協会公演 創作オペラシリーズNo.22 別宮貞夫『三人の女達の物語』清水脩『俊寛』東京郵便貯金ホール
- 1983年 日本オペラ協会公演 日本オペラシリーズNo.26 石井歓『袈裟と盛遠』東京郵便貯金ホール
- 1984年 関西歌劇団・室内オペラシリーズ第8回 大栗裕『赤い陣羽織』森ノ宮・ピロティホール
- 1985年 日本オペラ協会・名古屋オペラ協会提携公演 日本オペラシリーズNo.31 清水脩『修善寺物語』愛知文化講堂
- 1986年 日本オペラ協会公演 日本オペラシリーズNo.33 別宮貞夫『三人の女達の物語』清水脩『俊寛』東京郵便貯金ホール
- 1987年 日本オペラ協会公演 日本オペラシリーズNo.35 清水脩追悼公演 清水脩『修善寺物語』板橋区立文化会館
- 1987年 昭和62年度文化庁青少年芸術劇場 清水脩『修善寺物語』八王子市民会館ホール、山梨県立県民文化ホール大ホール、松田町民文化センター、焼津市文化センター焼津文化会館大ホール、新発田市民文化会館
- 1988年 アルカイック・オペラ<10>名作オペラ劇場シリーズ’88 プッチーニ『お蝶夫人』尼崎市総合文化センター アルカイックホール
- 1988年 昭和63年度文化庁青少年芸術劇場 清水脩『修善寺物語』小野市民会館、京都府長岡京記念文化会館ホール、奈良県文化会館、彦根市民会館
- 1988年 関西歌劇団創立40周年記念公演 室内オペラシリーズ#11 大栗裕『赤い陣羽織』森ノ宮・ピロティホール
- 1998年 関西歌劇団創作・名作オペラシリーズNo.24 大栗裕『赤い陣羽織』吹田市文化会館メイシアター大ホール（井原広樹との共同名義）
- 2005年 関西歌劇団第31回創作・名作オペラシリーズ 大栗裕『赤い陣羽織』吹田市文化会館メイシアター大ホール（原演出）
- 2008年 大阪フィルハーモニー交響楽団 大栗裕の世界 大栗裕『赤い陣羽織』いずみホール（原演出）
- 2014年 第28回伊丹市民オペラ定期公演 大栗裕『赤い陣羽織』伊丹市立文化会館（いたみホール）大ホール（原演出）
- 2017年 アルカイックホール開館35周年記念事業 関西歌劇団第99回定期公演 大栗裕『赤い陣羽織』尼崎市総合文化センター あましんアルカイックホール・オクト（原演出）

### 制作
- 1972年 日本オペラ協会 砂原美智子オペラ生活25周年記念公演 清水脩『横笛』東京郵便貯金ホール（大賀寛、松尾洋と共同）

## 論文
- Cinii

## 関連書籍
- 森彰英『武智鉄二という藝術 あまりにコンテンポラリーな』水曜社 2011
- 岡本章,四方田犬彦編『武智鉄二伝統と前衛』作品社 2012